# FJ-4 (航空機)
ノースアメリカン FJ-4 フューリー
アメリカ海軍で最後まで飛んでいたFJ-4
- 用途：艦上戦闘機、艦上攻撃機
- 製造者：ノースアメリカン社
- 運用者： アメリカ合衆国（海軍、海兵隊）
- 初飛行：1954年10月28日
- 生産数：374機
- 運用開始：1955年2月
- 退役：1960年代後半
- 運用状況：退役

FJ-4は、ノースアメリカン社が開発したアメリカ海軍・海兵隊のジェット艦上戦闘機・艦上攻撃機である。FJ-1からFJ-2/3の流れを汲む機種だが、主翼を含めた機体の完全再設計が行われ、以前の形式との共通点はほとんど存在しない。ただし、愛称はFJ-1～3と同じフューリー(Fury)となっている。

## 開発
FJ-3と比べて、FJ-4の主翼は遥かに薄くなり(翼厚比6%)、面積も増加され、翼端に向かって強いテーパーがつけられた。また、低速での飛行特性改善のため、主翼前縁にはわずかにキャンバーがつけられた。
主脚は新設計の主翼に収まるよう再設計が必要となり、ホイールベースが広がることとなった。それにしたがって、翼折り畳みのラインはより外側に変更された。また、主脚が重心に近づいた結果、前脚の重量負荷が低下することとなった。

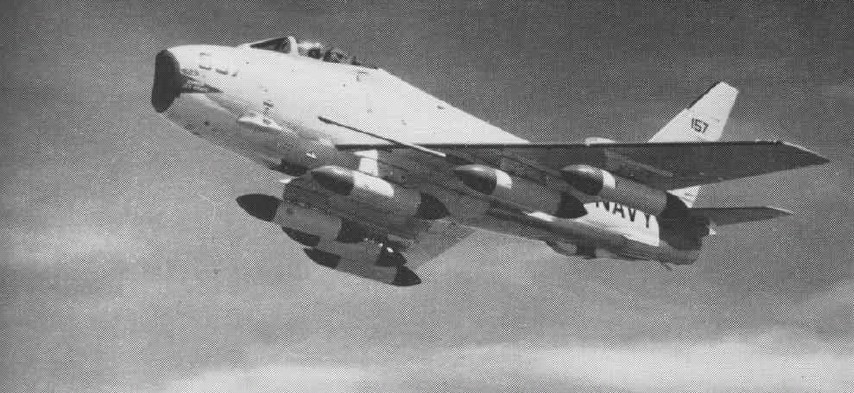
ロケット弾ポッドを6つ装備したFJ-4B

全天候迎撃機として使用されることを意図されたため、多くの燃料搭載量を求められた。主翼外板は合金削りだしのインテグラルタンクとされ、また、燃料搭載のために延長された胴体のおかげで、FJ-3よりも50%以上も多くの燃料を搭載することができるようになった。
さらに、防弾を省略することと弾丸搭載量を減らすことによる軽量化も行われている。
後部胴体上面は独特の"レイザーバック"型に整形されており、FJ-2/3との外見上の判り易い違いとなっている。コクピットも改修され、長時間任務におけるパイロットの負担が軽減された。さらに、尾翼も広範囲に変更され、全体的に薄翼化された。これらの変更により、FJ-3以前とは共通部分がほとんどなくなってしまったが、類似箇所も残っていた。最初の2機の試作機においてはFJ-3と同じ、J65-W-4エンジンを搭載していたが、量産機では強化型のJ65-W-16Aに換装されている。

## 運用
FJ-4は1954年10月28日に初飛行し、1955年2月に配備が始まった。戦闘機型のFJ-4はもっぱら海兵隊(3個スコードロン)で運用されていた。(例外として、FJ-4Bへの転換訓練用の1個スコードロンが海軍に存在した)

### FJ-4B
最初に発注された221機のうち、最後の71機は攻撃機版であるFJ-4Bに変更された。FJ-4Bは、翼下の兵装ステーションの数を4つから6つに増強し、併せて降着装置も増強したものである。
後部胴体の下にはエアブレーキが追加され、高推力で安全に着艦することを可能としたほか、急降下爆撃時のダイブブレーキとしても役立った。
兵装搭載量も倍増したが、最も重要なのは、LABS(低高度爆撃システム)の搭載による核兵器運用能力である。海軍は空軍への対抗上、核攻撃能力を保持することを熱望していた。そのため、このFJ-4Bは10個スコードロンに配備されることになったのである。さらに、海兵隊においても3個スコードロンにて運用された。1956年4月、海軍は151機のFJ-4Bを追加で発注したため、結果として合計で152機のFJ-4と、222機のFJ-4Bが生産された。

### FJ-4F

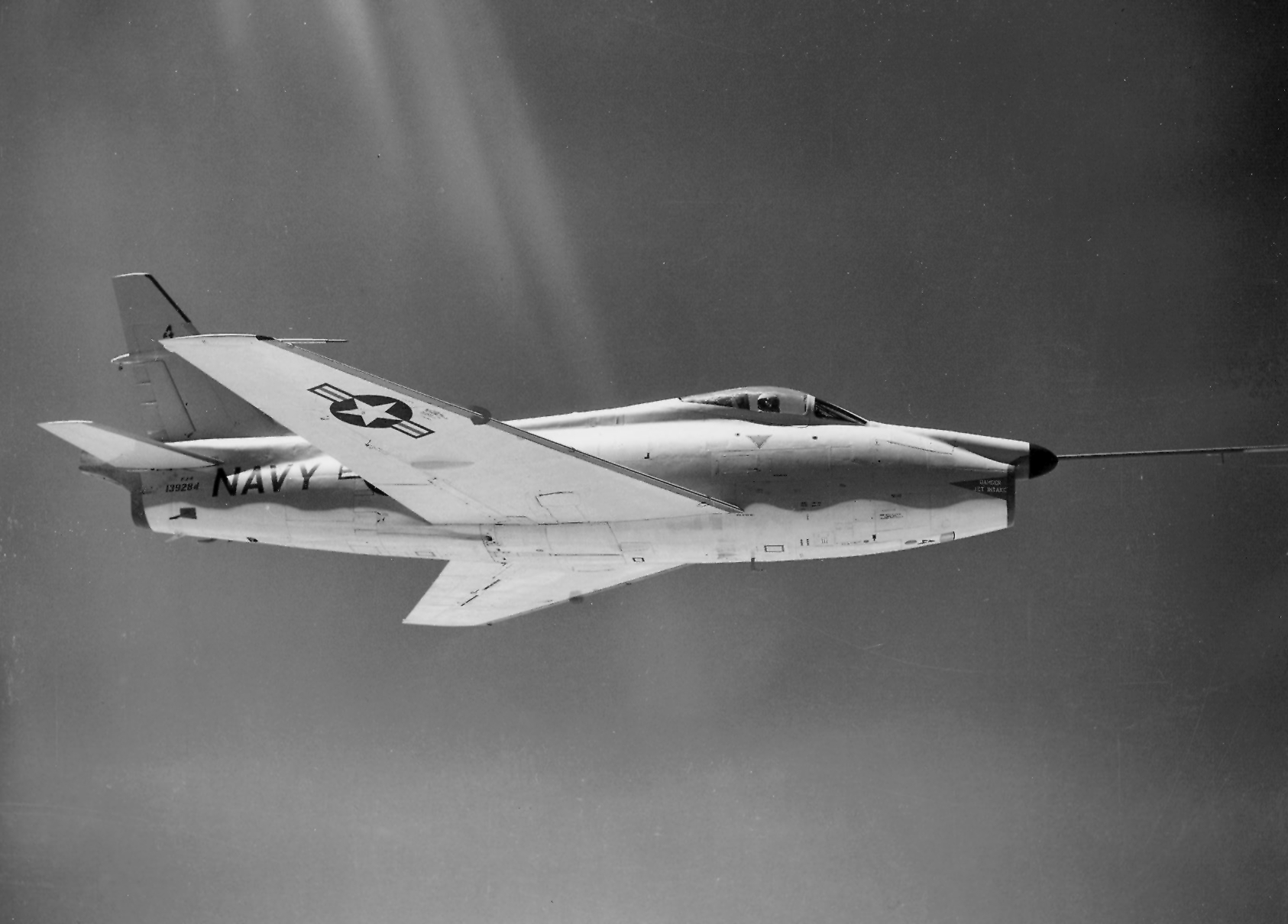
ロケットモーターを追加したFJ-4Fの試作機

海軍は、ロケットエンジンの装備をテストするため、6機のFJ-4をFJ-4Fに改造することを求めた。実際には、2機のみが製作された。FJ-4Fには、ノースアメリカン社のロケットエンジン AR-1が、ジェットエンジンのテールパイプの上のフェアリングに装備されていた。これは過酸化水素とJP-4ジェット燃料で動作し、短時間であるが2,300kgの追加推力をもたらす。結果、この機は速度マッハ1.41、高度21,640mに達することができた。

### 1962年の名称変更
1962年に採択された3軍統一名称において、FJ-4はF-1Eに、FJ-4BはAF-1Eと変更された。AF-1Eは海軍予備役にて、1960年代後半まで使用された。合計で1,115機生産されたフューリーシリーズの全てが、アメリカ海軍・海兵隊でその生涯を過ごした。

## 派生型

### 試作機
XFJ-4
胴体を再設計した試作機。2機が製作された。エンジンはFJ-3と同じ、J65-W-4。
YFJ-4
FJ-4の開発テスト機として1機が製作された。
FJ-4F
補助ロケットモータと補助燃料タンクを搭載したテスト機。FJ-4から2機が改造された。

### 量産機
F-1E
戦闘機バージョン。旧称FJ-4。エンジンはJ65-W-16A。150機が製造された。
AF-1E
攻撃機として特化した型式。旧称FJ-4B。翼下には6つのパイロンを備えている。222機が製造された。

## 運用者
- アメリカ海軍
- アメリカ海兵隊

## 性能諸元（F-1E/FJ-4）
参考文献:American Military Aircraft
- 乗員: 1名
- 全幅: 11.9m
- 全長: 11.1m
- 全高: 4.2m
- 主翼面積: 31.46m2
- 自重: 5,992kg
- 全備重量: 9,130kg
- 最大離陸重量: 10,750kg

- エンジン: ライトJ65-W-16A軸流式ターボジェットエンジン(推力3,500kg) 1発
- 最大速度: 1,090km/h(高度10.670m)
- 航続距離: 3,250km (200ガロンドロップタンク×2とAIM-9サイドワインダー×2を装備した状態)
- 実用上昇限度: 14,300m
- 上昇率: 38.9m/s
- 翼面荷重: 341.7kg/m2
- 推力重量比: 0.325

- 固定武装: コルト Mk12 20mm機関砲×4門
- ミサイル: AIM-9サイドワインダー × 4発
- 爆弾: 1,400kg

## 現存する機体
- 4型以外のFJの現存機については、FJ-1を参照されたい。

| 型名        | 番号           | 機体写真 | 所在地                      | 所有者                                        | 公開状況 | 状態     | 備考 |
| ----------- | -------------- | -------- | --------------------------- | --------------------------------------------- | -------- | -------- | --- |
| FJ-4 F-1E   | 139486 209-106 |          | アメリカ フロリダ州         | 国立海軍航空博物館                            | 公開     | 静態展示 | |
| FJ-4 F-1E   | 139516 209-136 | 写真     | アメリカ テキサス州         | 歴史航空記念博物館                            | 公開     | 静態展示 | |
| FJ-4B AF-1E | 139531 209-151 |          | アメリカ アリゾナ州         | ピマ航空宇宙博物館                            | 公開     | 静態展示 | |
| FJ-4B AF-1E | 143557 244-65  |          | アメリカ ジョージア州       | ジョージア退役軍人州立公園                    | 公開     | 静態展示 | |
| FJ-4B AF-1E | 143568 244-76  | 写真     | アメリカ ペンシルヴェニア州 | 自由の翼航空博物館                            | 公開     | 静態展示 | 旧塗装                                                                                                   |
| FJ-4B AF-1E | 143575 244-83  |          | アメリカ ワイオミング州     | リチャード・G・サグデン氏 (Richard G. Sugden) | 非公開   | 飛行可能 | アイダホ州のティートンピークスドリッグス市営空港(Teton Peaks Driggs Municipal Airport)を拠点としている。 |
| FJ-4B AF-1E | 143610 244-118 | 写真     | アメリカ ニューヨーク州     | バファロー・エリー郡海軍軍事公園              | 公開     | 静態展示 | |

## 登場作品
『WarThunder』
アメリカの空軍ツリーにFJ-4Bが登場する。

### 設計に関係のある機体
- FJ-1 フューリー
- F-86 セイバー
- F-100 スーパーセイバー

### 同時期・同目的の航空機
- ダッソー ミステール
- マクドネル F3H デモン
- リパブリック F-84F サンダーストリーク
- ミコヤン-グレビッチ MiG-15
- ミコヤン-グレビッチ MiG-17
- スーパーマリン シミター